# Генріх VII (імператор Священної Римської імперії)
Генріх VII (нім. Heinrich; лат. Arrigo;1275 — 24 серпня 1313) — король Німеччини (1308—1313), імператор Священної Римської імперії (1312—1313), граф Люксембургу (1288—1313). Походив з династії Люксембургів.

## Біографія

### Граф Люксембургу
Генріх народився у сім'ї Генріха VI, графа Люксембурзького, та Беатріс Авен. Виховувався він скоріше як французький аристократ, аніж німецький князь. На момент приходу Генріха до влади Люксембурзьке графство було слабким та мало невеликий вплив у Священній Римській Імперії. До того ж з півдня загрожувало Французьке королівство, яка набула значної могутності за правління Філіпа IV Красивого. Внаслідок цього у 1288 році, ставши графом Люксембургу, Генріх змушений був спочатку зміцнити свою владу з місцевими феодалами. Для посилення свого впливу в імперії Генріх одружився з донькою герцога Брабантського. Все ж у 1294 році, перебуваючи у Парижі, граф Люксембурзький змушений був визнати себе за васала французького короля.
Генріх проводив дуже зважену політику під час війни Франції з Англією та німецькими князями в 1294—1297 роках. Це дозволило йому підвищити свій авторитет серед сусідів, а також у Німеччині. Крім того, в цей час Генріх Люксембург зумів себе проявити як прихильник партії гвельфів. Все це допомогло йому надалі здобути корону Німеччини та Священної Римської імперії. Але здоров'я короля було слабким, як встановили потім, він тривалий час хворів на проказу.

### Король Німеччини
Після вбивства 1 травня 1308 року короля Альбрехта I Габсбурга розгорнулася боротьба за трон. Філіпп Красивий, король Франції, намагався посадити свого брата Карла Валуа на імператорський трон, проте ці сподівання не справдилися. Як опонент французького претендента виступив Генріх Люксембург. Він мав значний вплив й авторитет у державі, до того ж не був занадто могутнім феодалом, що також влаштовувало німецьких князів. Водночас курфюрсти боязко ставилися до поширення впливу Франції на Німеччину, а потім і усю імперію.
До всього цього додалася підтримка брата Генріха — Болдуїна, архієпископа та курфюрста Трірського. Нарешті 27 листопада 1308 року у місті Франкфурт-на-Майні Генріха було обрано королем Німеччини. 6 січня 1309 року без згоди папи римського Климента V відбулася коронація у місті Аахен.
У своїй політиці Генріх VII намагався розширити вплив династії Люксембургів, з іншого боку зміцнити імперію, підвищити її вплив. Для цього йому було потрібно послабити німецьких князів.
Для розвитку лицарства й отримання прихильності з їх боку, 1308 року Генріх VII засновує світський лицарський Орден Стародавньої Шляхти . Також він укладає союз із династією Габсбургів, також визнає Швейцарську конфедерацію у складі Урі, Швіца та Унтервальдена. У суперечці між Швабською лігою та Еберхардом Вюртенберзьким Генріх стає на бік ліги та оголошує імперську війну проти Вюртенберга.
З метою розширення своїх володінь Генріх VII домігся шлюбу свого сина Яна з Елішкою, донькою Вацлава II, короля Богемії. Водночас у 1310 році він домігся за допомогою чеських феодалів коронації Яна як короля Богемії, замість Генріха Карінтійського. Тим самим Генріх VII Люксембург значно посилив свій вплив у Німеччині. При цьому він також уклав союз з родиною Веттінів, які володіли Тюрингією та Майсеном.
Разом з цим король Генріх намагався протидіяти тиску з боку Франції. Він призначив надійних намісників у прикордонні землі поруч з Францією. Водночас він не зміг завадити захопленню у 1310 році французьким королем Філіпом IV міста Ліон.

### Імператор
За всім цим Генріх не забував щодо своїх планів отримати імператорську корону. У жовтні 1310 року з армією у 5000 вояків він перетнув Альпи й почав просуватися у північну Італію. Незабаром Генріх VII вступив до Мілану. Тут він узяв участь у вирішенні суперечок між родинами делла Торе й Вісконті. Сподіваючись на посилення свого впливу у цій частині Італії Генріх Люксембург підтримав голову родини Вісконті — Маттео, а Гвідо делла Торе разом зі своїми прибічниками вимушений був залишити Мілан. Після цього 6 січня 1311 року Генріх коронувався ломбардською залізною короною як король Італії. Подальші дії Генріха VII були спрямовані на відновлення німецького впливу в Італії. Він намагався підтримувати не тільки партію гібелінів, а й партію білих гвельфів. Завдяки цьому він зміг затвердитися у Павії, Кремоні, Брешії.
Разом з тим як і його попередники Генріх Люксембург стикнувся з протистоянням північноіталійських міст, як вже звикли не відчувати імперський тягар. В цьому ж році Генріх VII переїздить до Генуї. Тут він веде перемовини з Папою Римським, який на той час знаходився у Авіньйоні стосовно коронації Генріха як імператора Священної Римської імперії. Також Генріх Люксембург стикнувся з ворожим ставленням Роберта Анжуйського, короля Неаполя та короля Угорщини, який до того ж володів графствами Прованс та Форкалькьє. Роберт відновився приносити васальну присягу за ці графства Генріху VII. До того ж Роберт Анжуйський був родичем короля Франції, суперника короля Німеччини.
Попри незначні військові сили Генріх VII вирішив розпочати похід на Рим. Він рушив з Генуї через Лукку, на деякий час зупинився у Пізі, яка підтримала його на противагу Флоренції. Після цього через тосканську Маремму Генріх VII дістався Риму. тут у 1312 році завдяки дипломатії він був коронований на імператора легатами Папи Римського. Останній, хоч і перебував у Авіньйоні під «протекцією» могутнього французького короля, зрадів радше тому, що йому не треба було увінчувати імператорською короною представника Капетингів. Після того як Генріх Люксембург став імператором він був змушений залишити Рим. Він нам намір повернути до Флоренції вигнанців з партії білих гфельів (Данте Аліг'єрі, Вері Черкі, Джано делла Белла) для зміцнення своєї влади у Тоскані. Тому він попрямував через Перуджу, Ареццо до Флоренції. Він зупинився у монастирі Сан Сальві.
У Пізі представники Генріха VII уклали договір з послами короля Сицилії Фредеріком II щодо спільних дій проти Роберта Анжуйського, короля Неаполя та Угорщини. Виконуючи цей план імператор мав намір розбити Роберта й захопити його державу. Для цього він розраховував на свого сина Яна, короля Богемії, який повинен був прийти до Італії зі значною військовою потугою. Проте Генріх VII після падіння з коня помер 24 серпня 1313 року в Буонконвенто поблизу Сієни.

## Родина
Дружина — Маргарита (1275—1311), донька Іоанна I, герцога Брабантського
Діти:
- Ян (1296—1346) — король Богемії
- Марія (1304—1324) —дружина Карла IV, короля Франції
- Беатриса (1305—1319) —дружина Карла Роберта, короля Угорщини